# Reebruin elfenbankje
Het reebruin elfenbankje (Trametopsis cervina) is een schimmel behorend tot de familie Irpicaceae. Het leeft saprotroof op dood hout van loofbomen en struiken. Het komt voor op vele houtsoorten en zelden op coniferen.

## Kenmerken
Uiterlijke kenmerken
De vruchtlichamen zijn 1-3 cm breed. De vorm is dun, waaiervormig, vaak met andere vruchtlichamen in een rij of dakpansgewijs boven elkaar geplaatst. De bovenzijde is behaard (behaard tot gestreept), enigszins gezoneerd of niet. De kleur is crème tot lichtbruin en de rand is vaak bleker. Later worden de vruchtlichamen donkerder van kleur. De poriën zijn onregelmatig hoekig of enigszins doolhofachtig verbonden, tot 1-1,5 mm breed en 10 mm diep. Het vlees is wittig tot lichtbruin gekleurd.
Microscopische kenmerken
De sporen zijn cilindrisch, licht gebogen, glad, hyaliene en hebben de afmeting 5–6,5 × 1,5-2,5 µm. Cystidia en andere hymeniumelementen ontbreken.

## Verspreiding
Het reebruin elfenbankje komt voor in heel oostelijk Noord-Amerika. Er zijn minder meldingen bekend in het westen. In Europa is het zeldzaam. Verder is het bekend uit Marokko en in heel Azië. In Nederland komt het zeldzaam voor. Vruchtlichamen komen voor van augustus tot november.